# Iriba
Iriba – miasto w Czadzie w regionie Wadi Fira, ok. 74 km od granicy z Sudanem; główny ośrodek departamentu Kobé.
Miasto położone jest na wysokości 1000 m n.p.m. i otoczone łańcuchem wzgórz. Mieszkańcy to głównie przedstawiciele ludu Zaghawa, którzy utrzymują się z hodowli i rolnictwa.
Miasto stało się schronieniem dla uchodźców z Sudanu.
W pobliżu Iriby założona została baza wojskowa, w której między 30 czerwca 2008 a 6 grudnia 2009 stacjonowali polscy żołnierze (w sile 400 osób), wysłani do Czadu z misją pokojową. Podczas misji zrealizowanych zostało kilka projektów, których zadaniem było polepszenie współpracy cywilno-wojskowej, jak również poprawienie lokalnej infrastruktury, w tym m.in. budowa mostów, wsparcie lokalnych szkół, itp.
W mieście działa lotnisko.